# Manuscript
Ne doit pas être confondu avec Manuscrit.
Manuscript est un traitement de texte développé en 1986 par Lotus Software.
Doté d'une interface texte (MS-DOS) Manuscript était doté de puissantes fonctions de traitement de texte structuré (outlining) et de traitement de texte scientifique. Un mauvais[Selon qui ?] positionnement marketing (il fut présenté comme un traitement de texte scientifique) l'empêcha de conquérir un marché dominé par WordPerfect, dont les caractéristiques intrinsèques étaient pourtant largement inférieures en particulier à cause d'une interface utilisateur particulièrement compliquée chez WordPerfect (caractérisée par une utilisation systématique de combinaisons des touches de fonctions avec les touches Alt et Ctrl).